# ニューマーケット (サフォーク州)

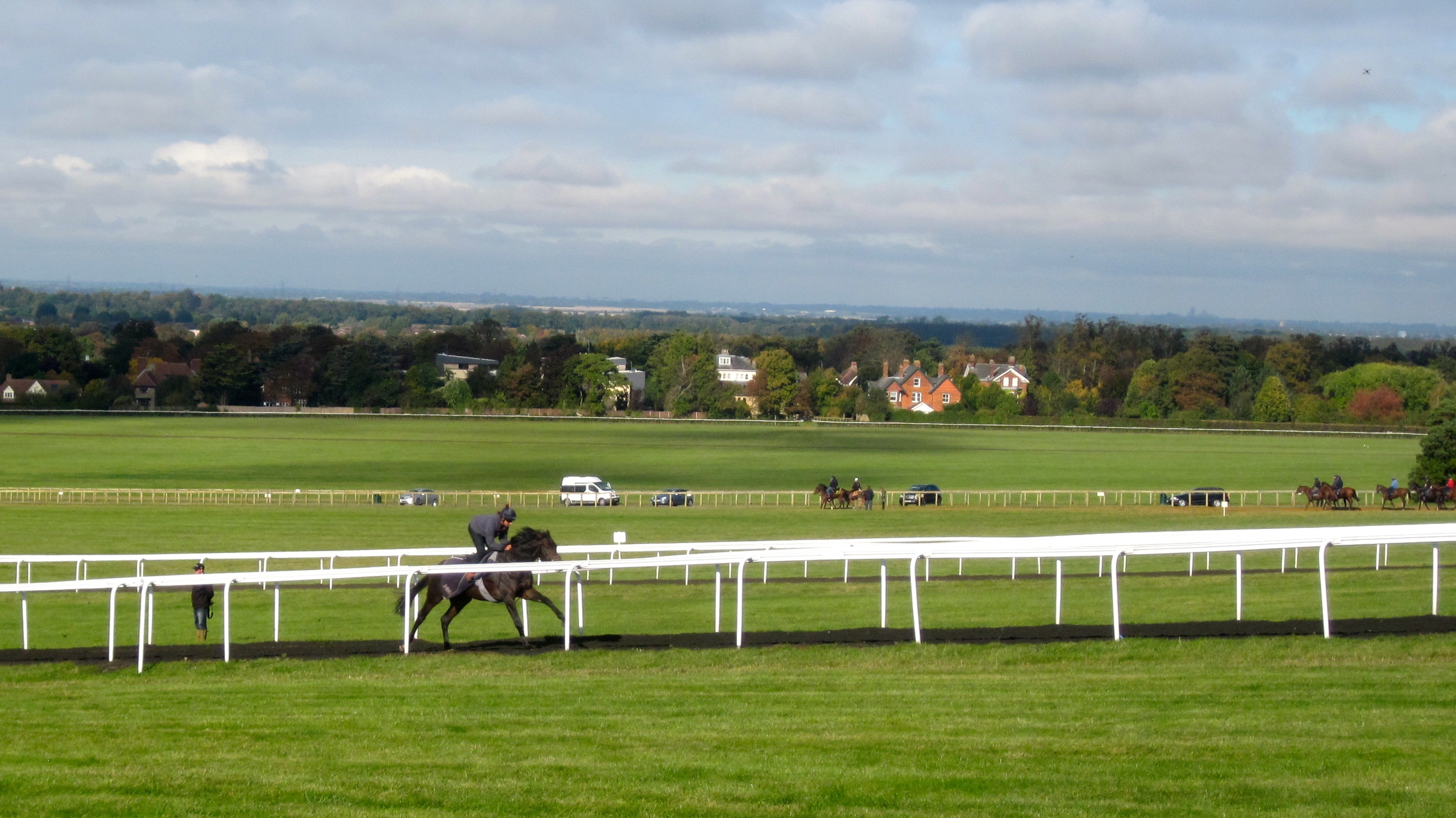

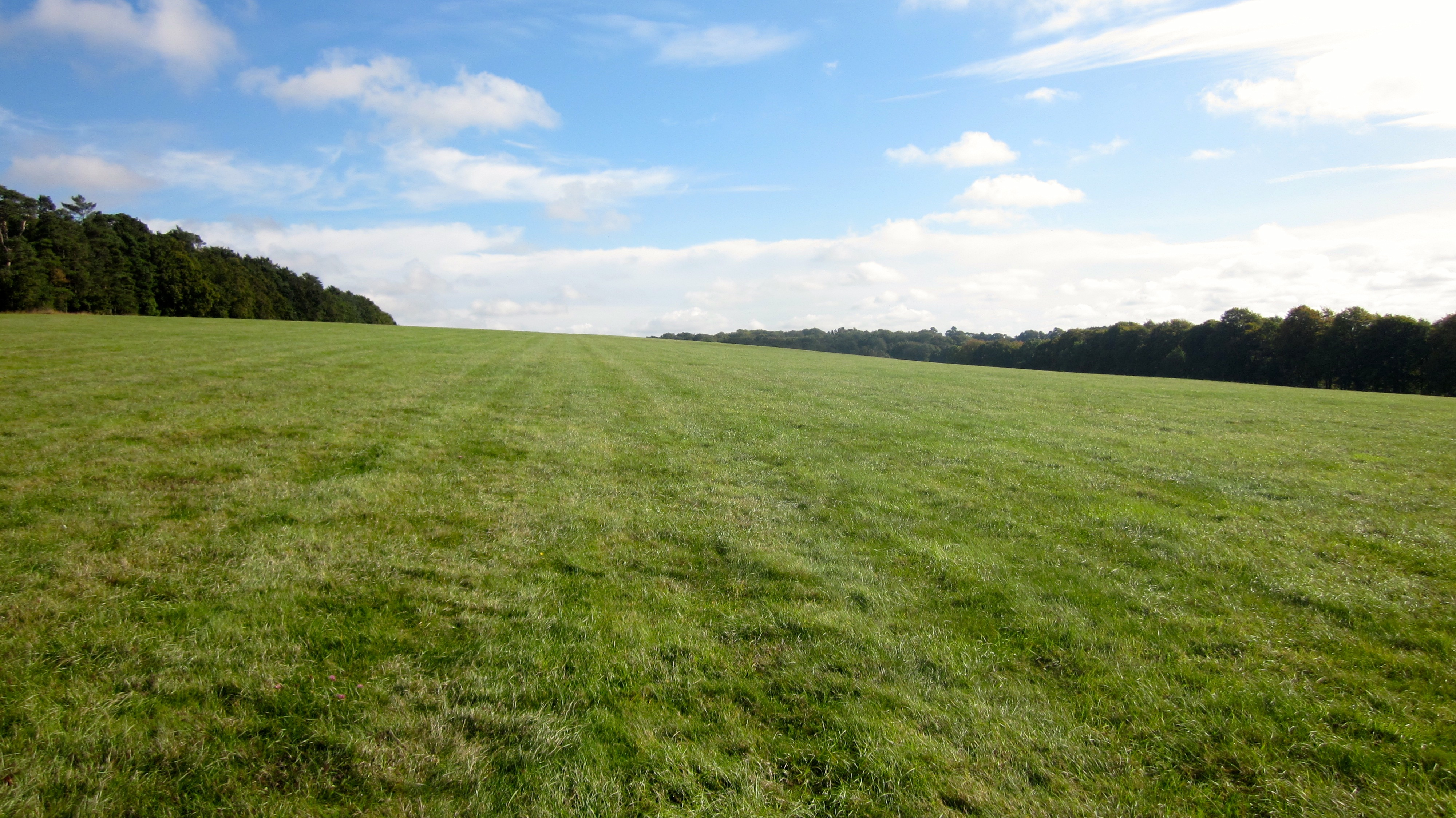

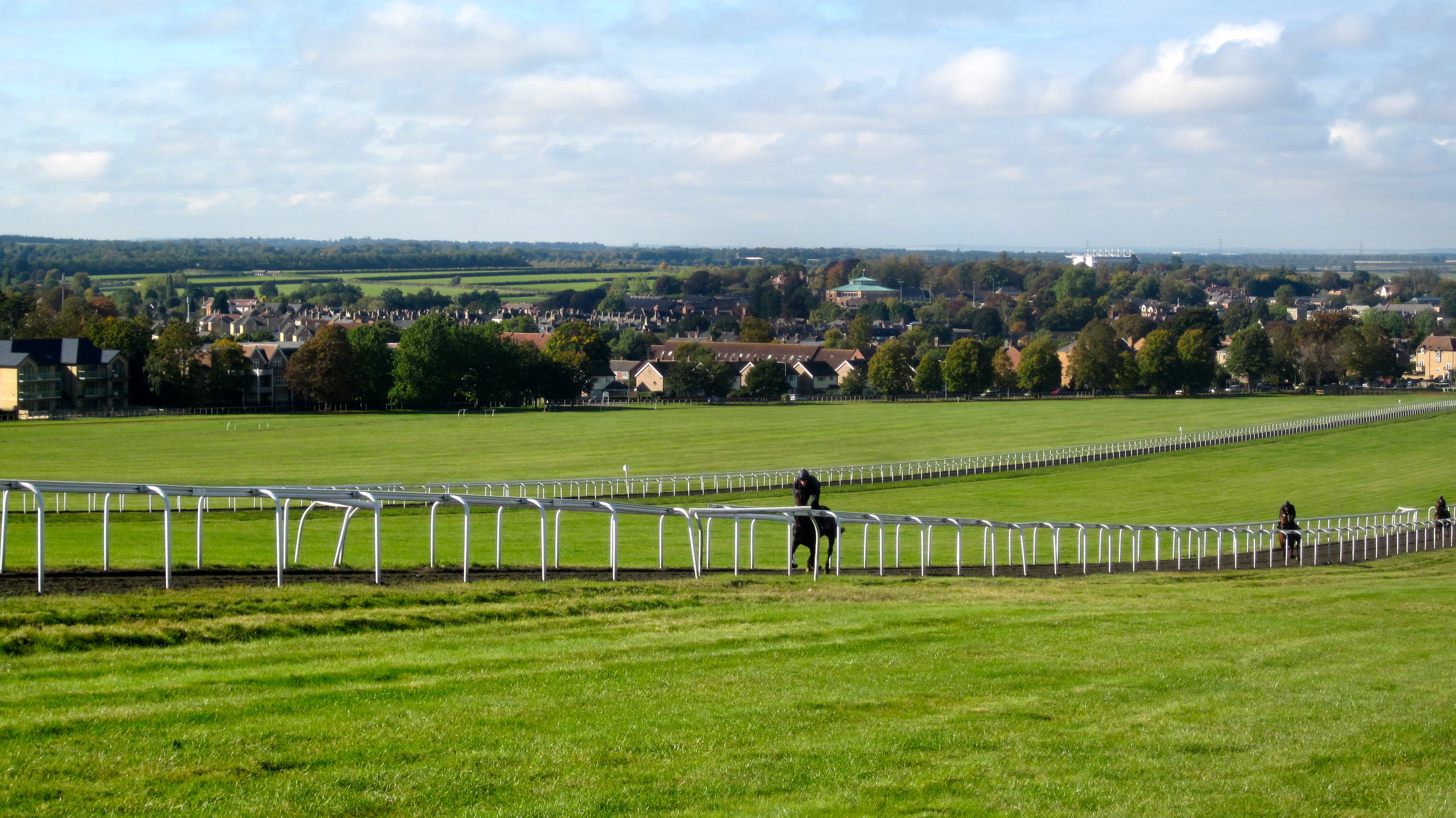

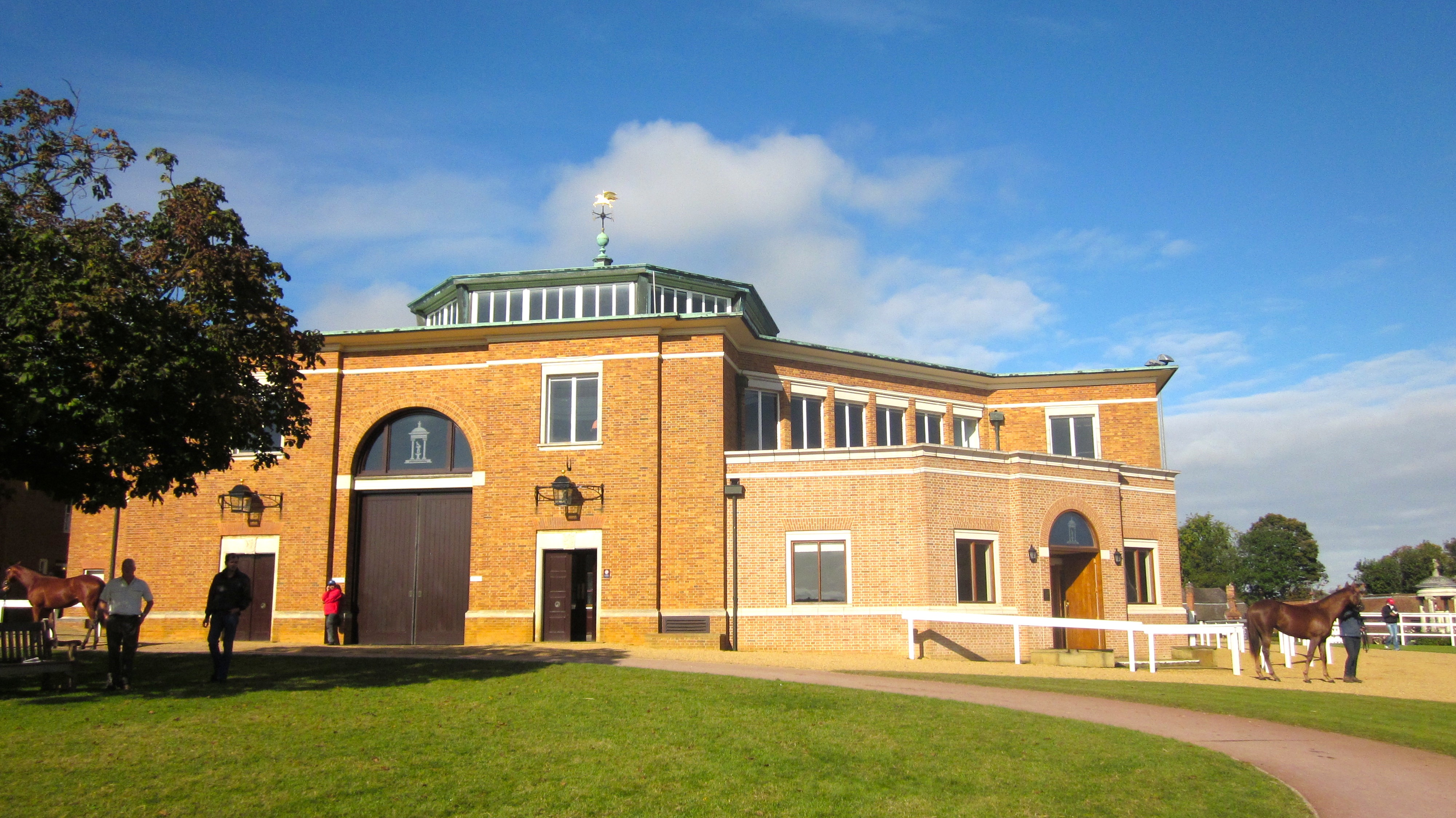

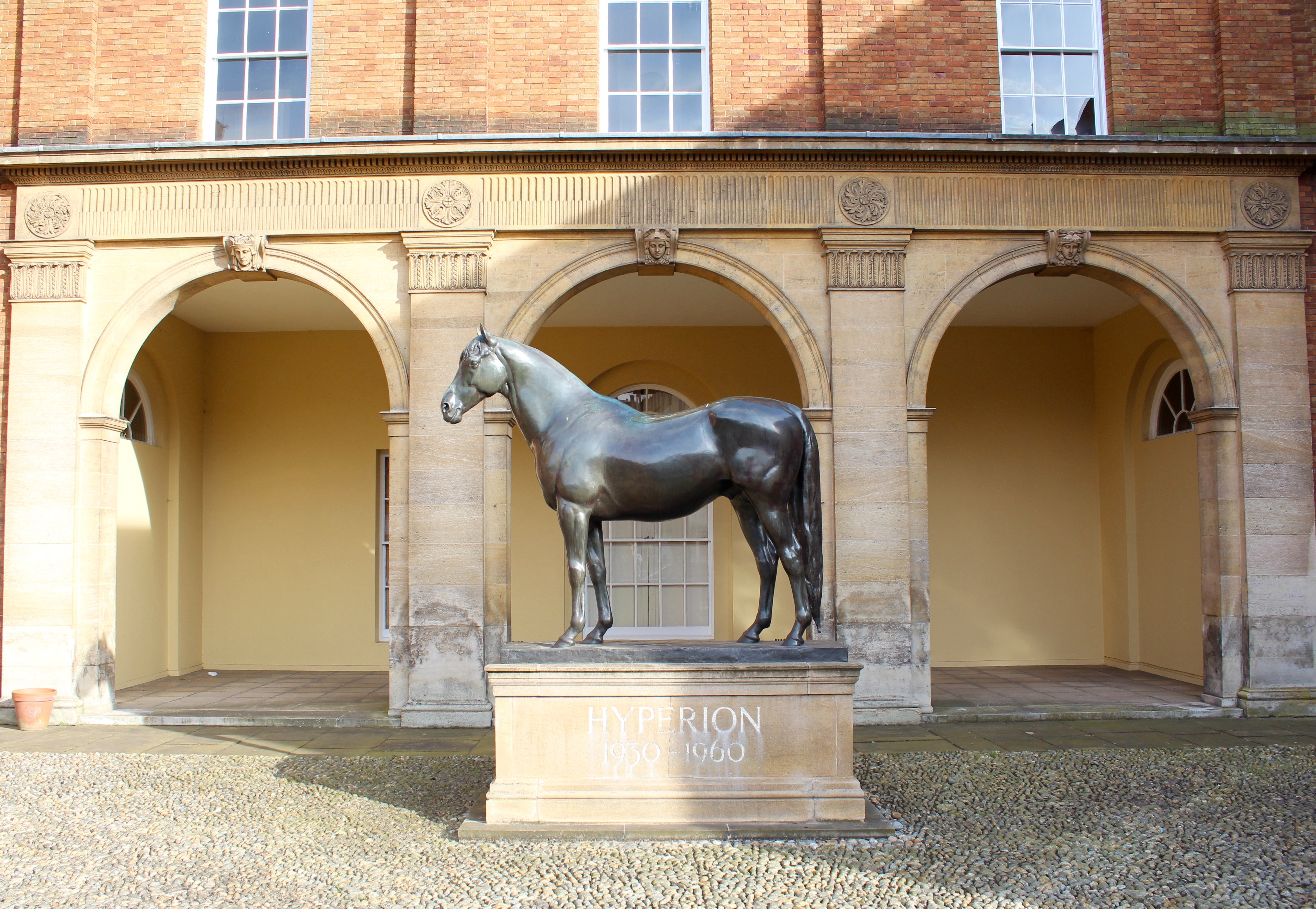

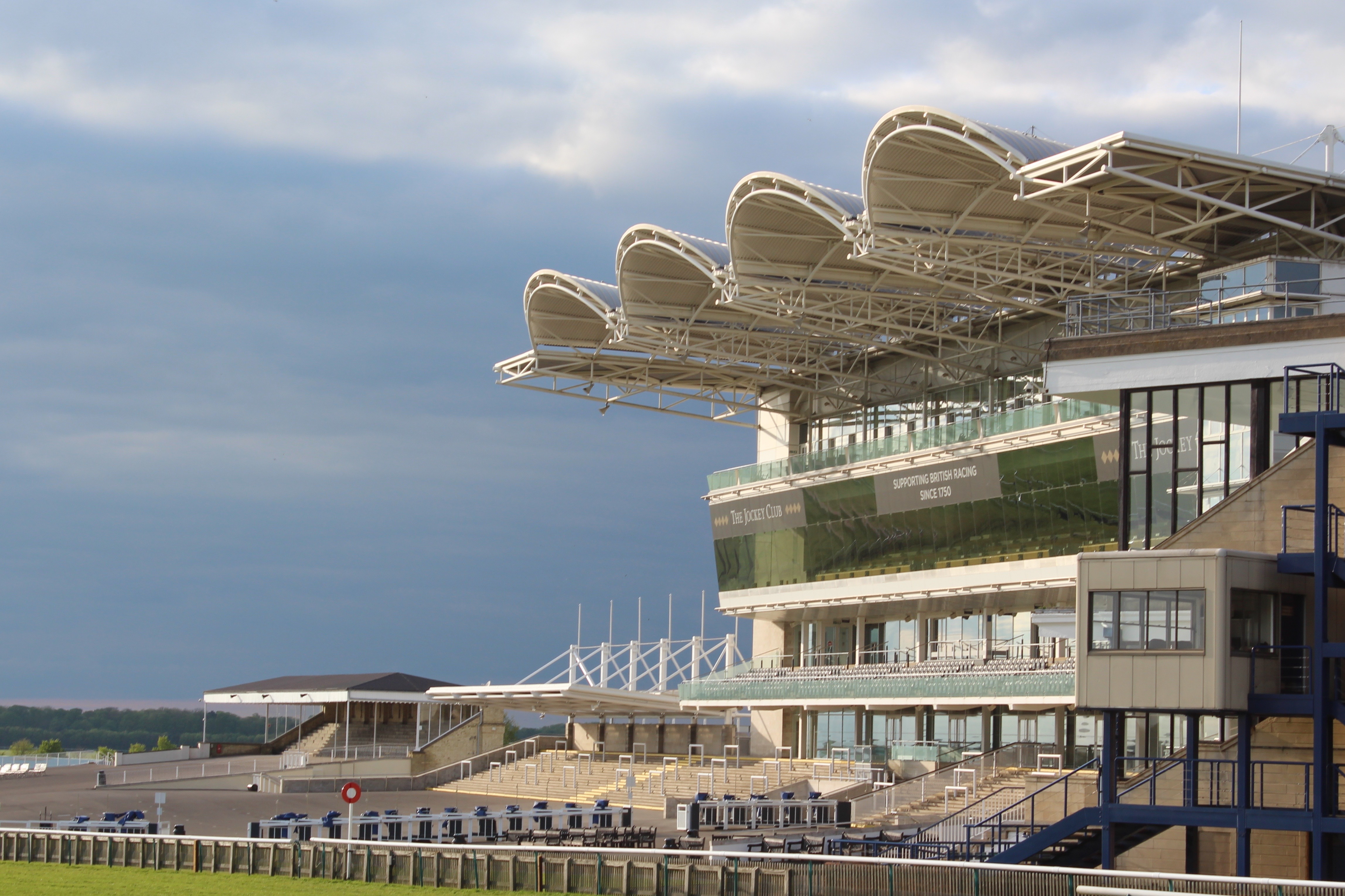

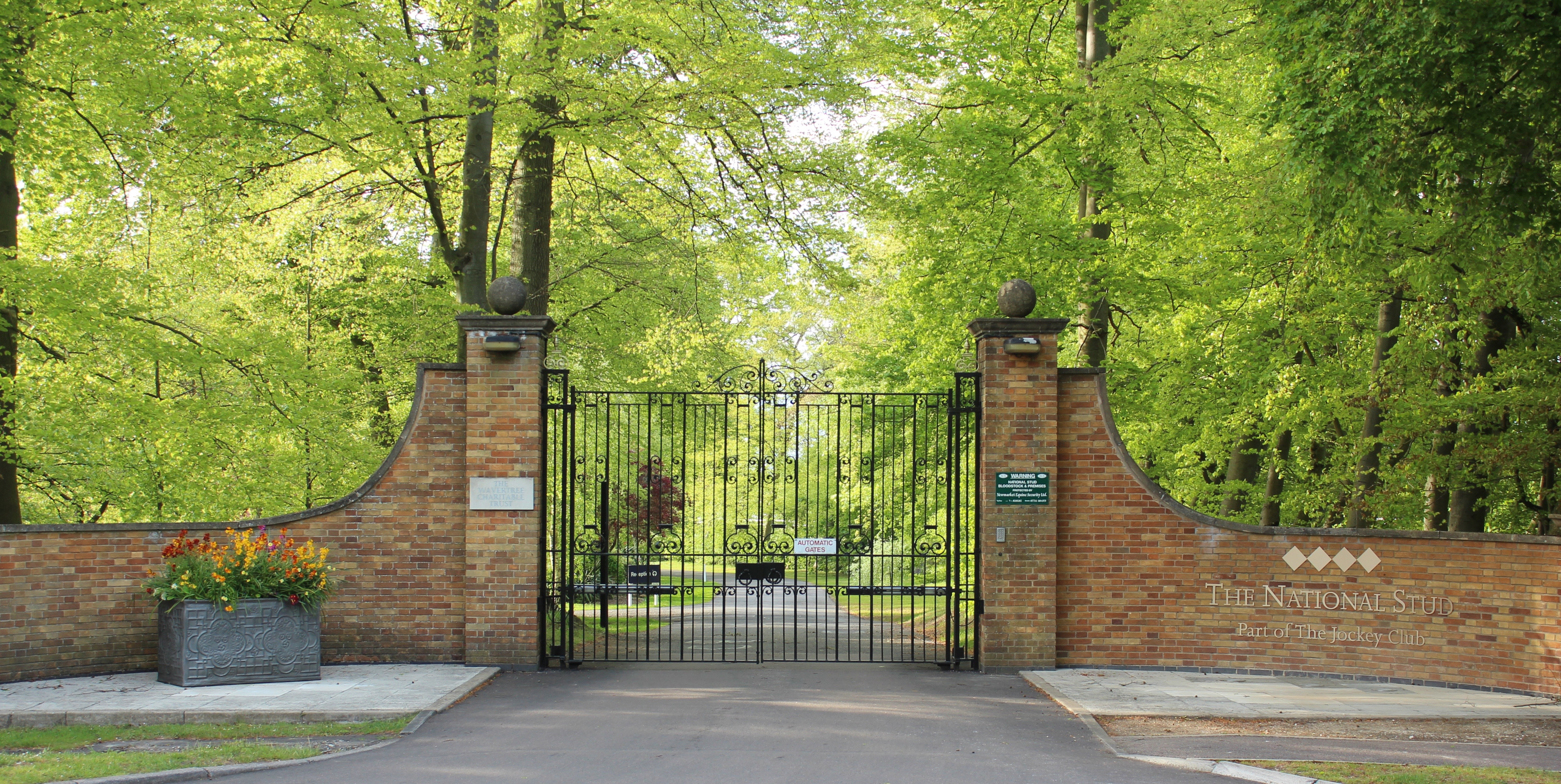

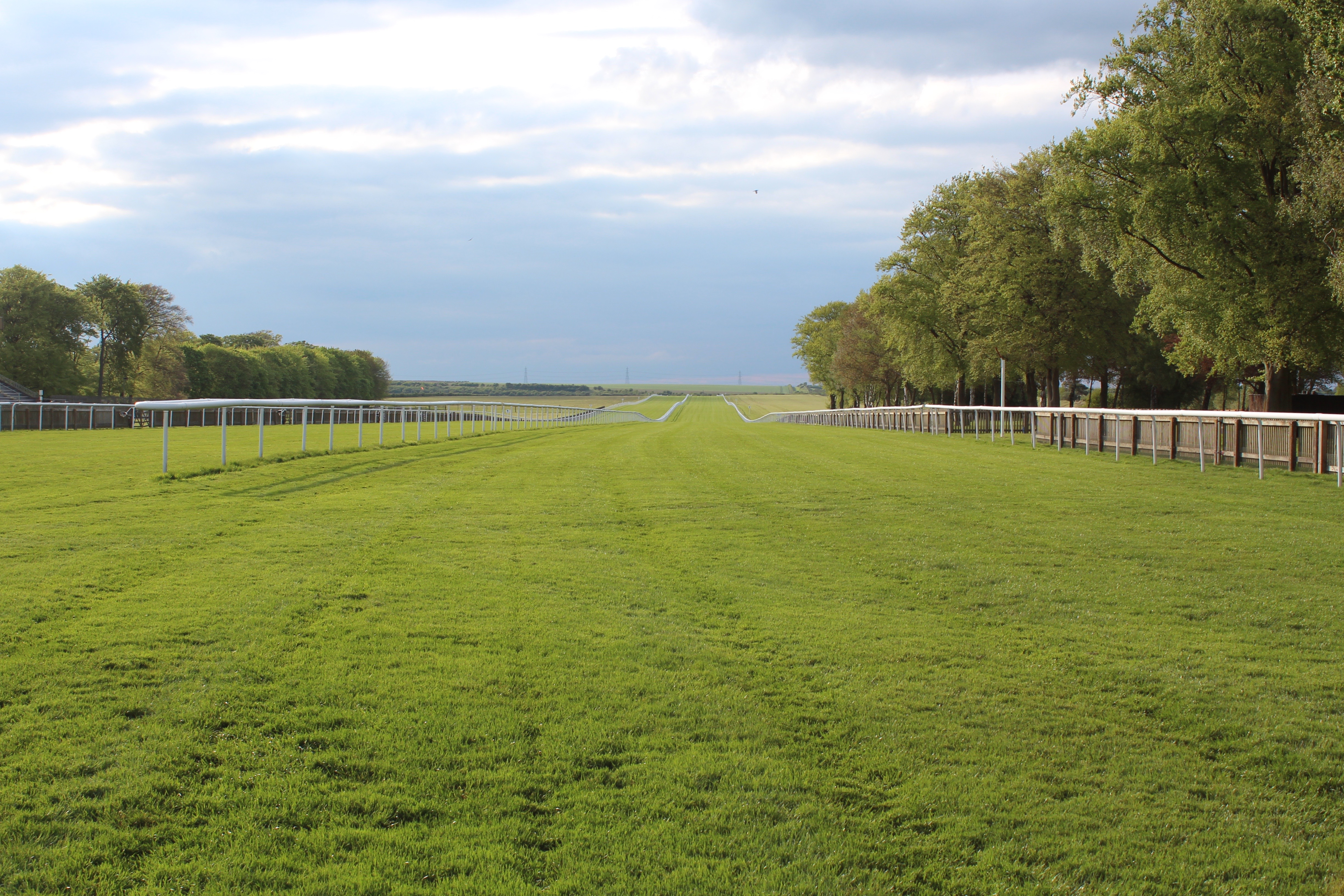

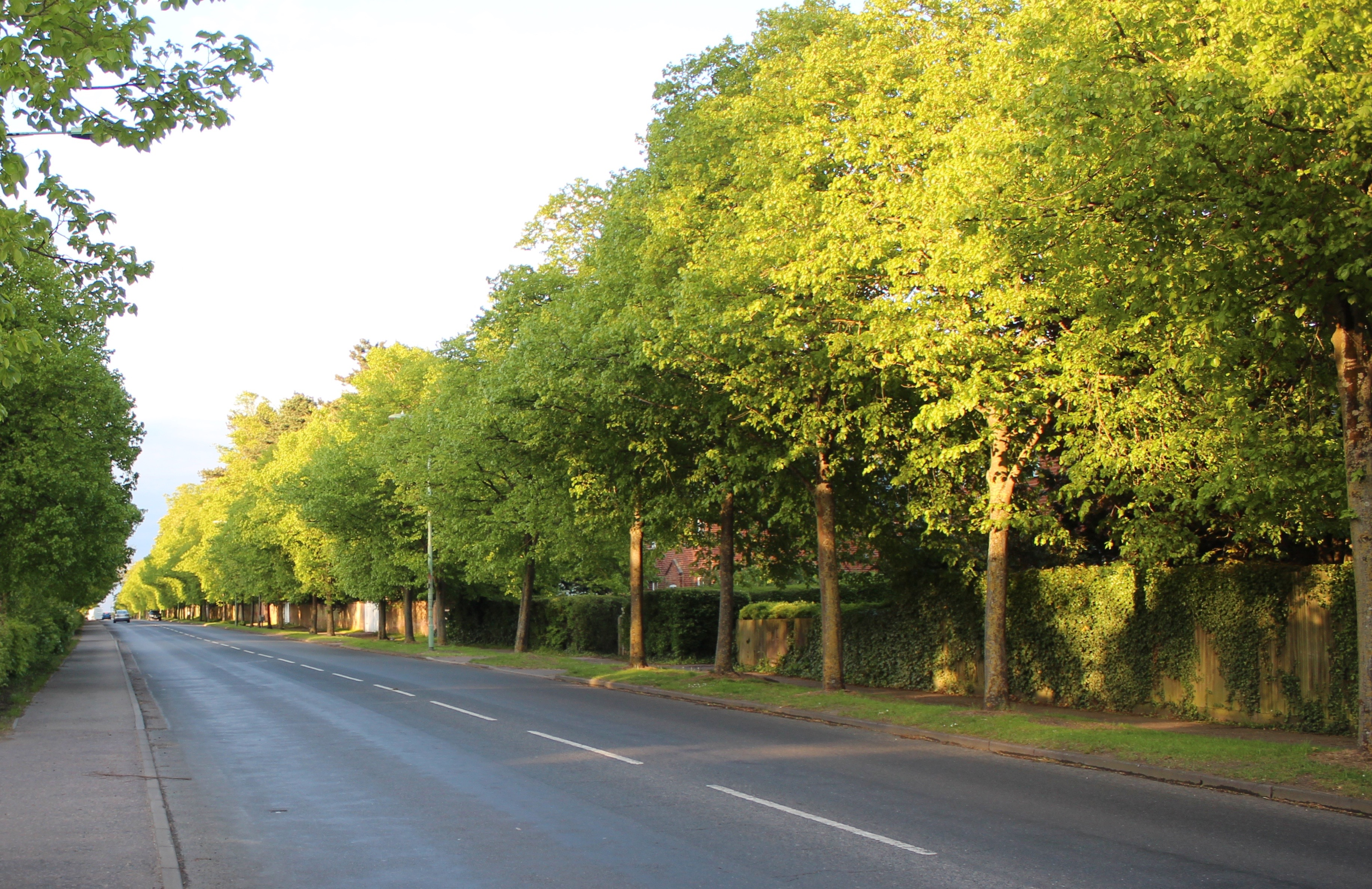

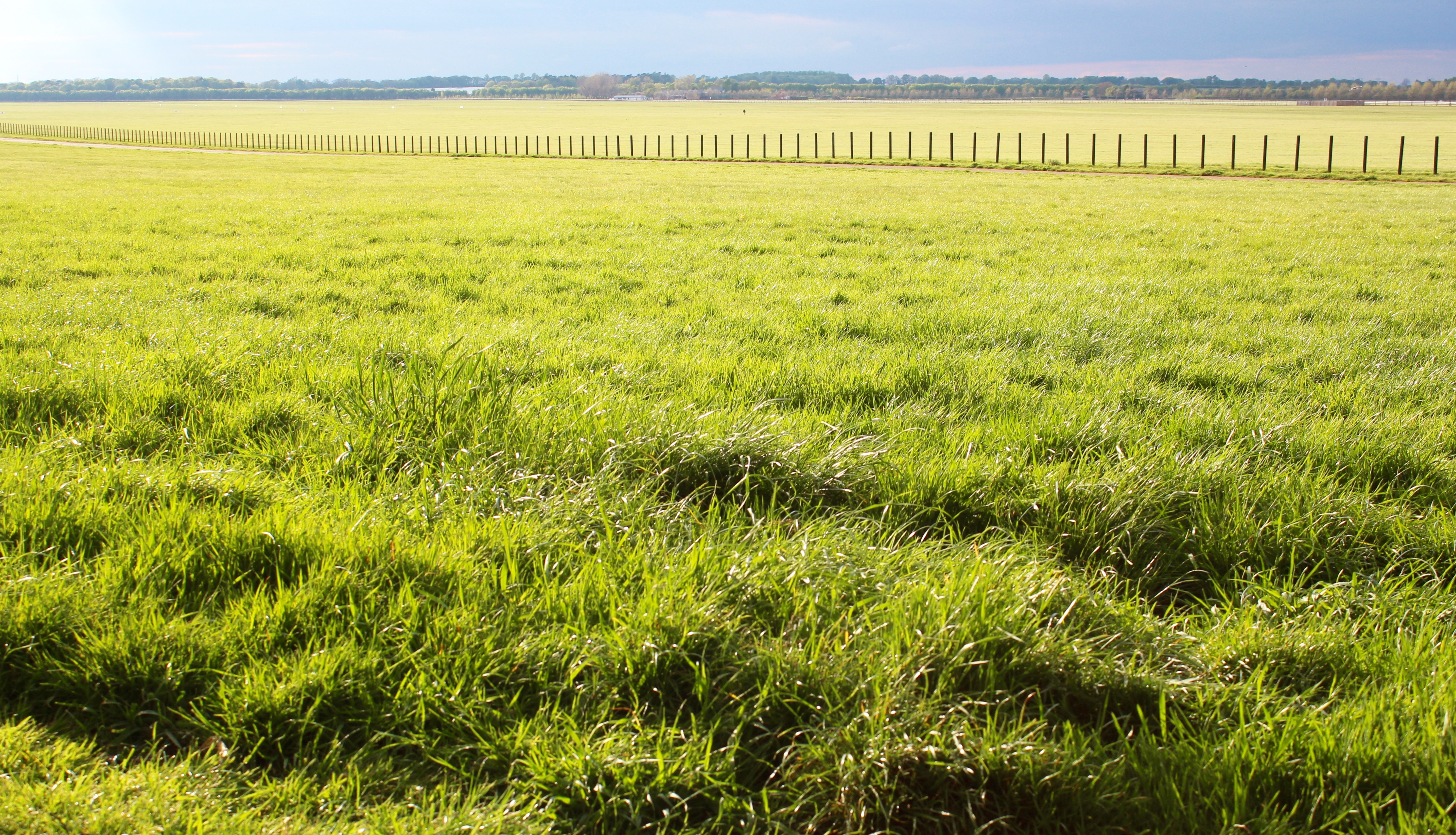

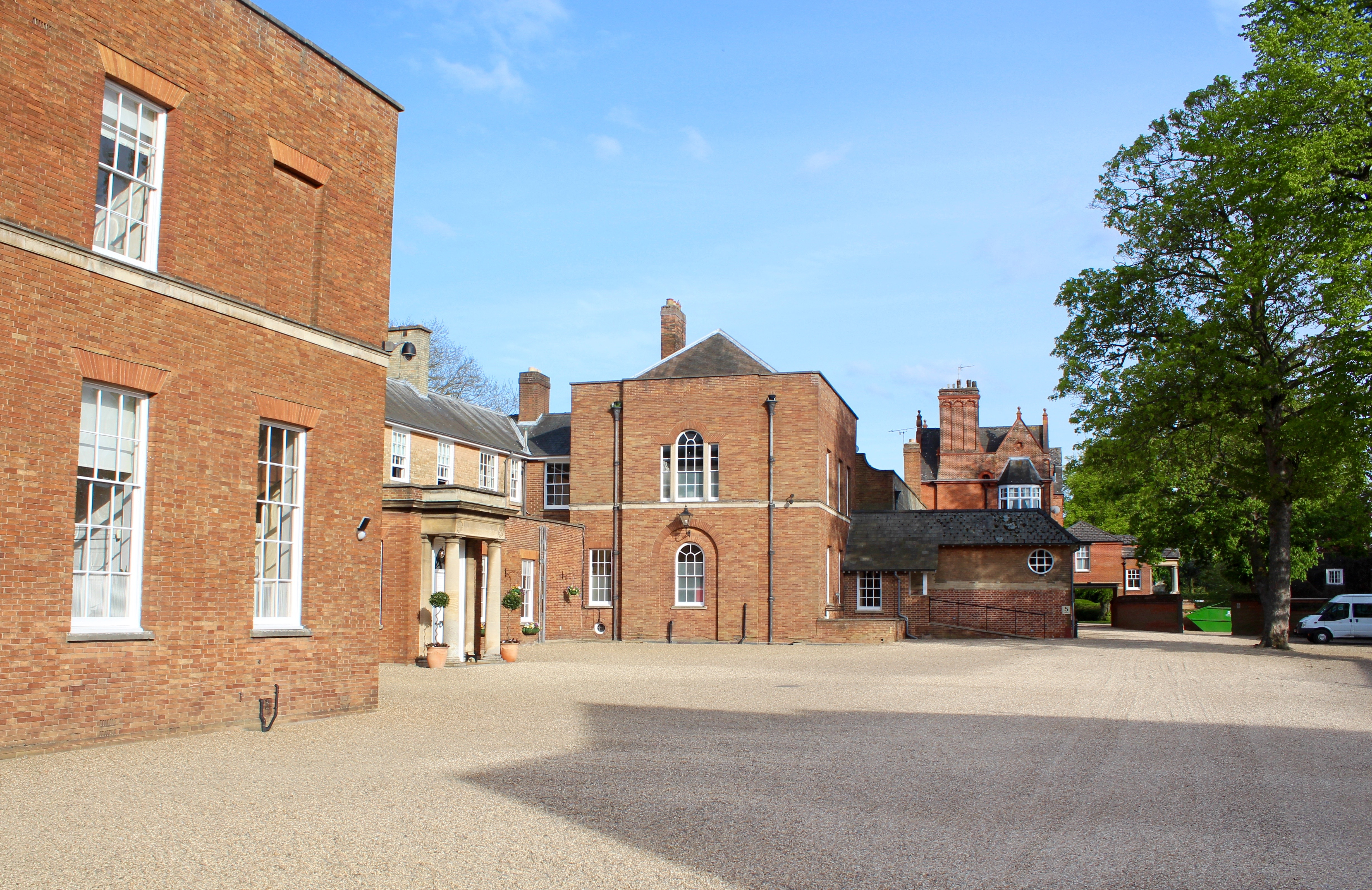

ニューマーケット（Newmarket、新市場）は、英国イングランド、サフォーク州にある町。競馬が盛んであり、世界最高の競馬場とも目されるニューマーケット競馬場がある。
首都ロンドンから約65マイル (105 km)北に位置している。 
ニューマーケットは競馬が盛んな街であり、競馬関係施設の中に街が間借りしていると形容される。馬専用の小路や騎手が触れられる位置にスイッチがある馬専用の信号など街並みは馬が中心となっている。
ニューマーケットの地域にはイケニ族という先住民が住んでいた。紀元前後頃には族長の死後、妻ブーディッカが一族を率いローマ軍と戦い戦果を挙げたと言われており、ロンドンのウェストミンスター橋の付近にブーディッカの銅像が設置されている。
17世紀初頭、ジェームズ1世は狩猟を目的にニューマーケットに訪れ、別荘を建てたり冬には数週間滞在するほどに気に入ったとされる。 ジェームズ1世の熱の入れようは凄まじく、1619年にはニューマーケットからの帰還が遅れたために、体調不良で休養しているという扱いとしたという旨の記録も残っている。その後、王室厩舎も作られ、狩猟競技がたびたび行われるようになった。次第に競馬も行われるようになっており、1622年のマッチレースが最初に記録として残ったニューマーケットでの競争となっている。
チャールズ二世もこの街に居着いており、愛妾の一人であるネル・グィンのために館を設け、その館が現在街の中心にあるネル・グィンズ・ハウスとして名残を残している。 また、自身も競馬に参加しており、1671年には自身が創設した競走に勝利している。

## 姉妹都市
- レキシントン
- メゾン＝ラフィット
- Le Mesnil-le-Roi